# Kymco
Kymco (in cinese: 光陽工業S, Guāng Yáng Gōng YèP), acronimo di Kwang Yang Motor Corporation, è una società sorta a Taiwan nel 1963 per conto di Honda , che produce scooter motocicli e quad. Con circa 3000 dipendenti, Kymco produce oltre 570.000 veicoli all'anno nello stabilimento di Kaohsiung. L'azienda ha anche stabilimenti di produzione a Giacarta, in Indonesia; Petaling Jaya, in Malaysia; Shanghai, Changsha e Chengdu, nella Repubblica Popolare Cinese e Giappone.

## Storia
La società è stata fondata da  Honda  nel 1963 come costruttrice di veicoli per conto della Honda. Dal 1995 Kymco è diventata semi indipendente da Honda Motor Co anche se quest'ultima continua a detenere l'85% con la maggioranza di partecipazione azionaria nella società Taiwanese.
Ha costruito il suo primo scooter completo nel 1970 e ha iniziato la commercializzazione con il marchio Kymco nel 1993. La sede centrale Kymco e lo stabilimento sono situati a Kaohsiung, ha circa 3.000 dipendenti e produce oltre 480.000 veicoli all'anno. Dal 1996 ha iniziato un'espansione delle vendite sia sui mercati europei che statunitense.
L'azienda ha stabilimenti anche al di fuori di Taiwan a Giacarta (Indonesia), Shanghai, Changsha e Chengdu (Cina), Kyoto (Giappone) attraverso i quali raggiunge una produzione complessiva di circa 1.000.000 di esemplari ogni anno.

## Modelli prodotti
Kymco ha una vasta gamma di modelli che va dagli scooter ai quad.

### Scooter

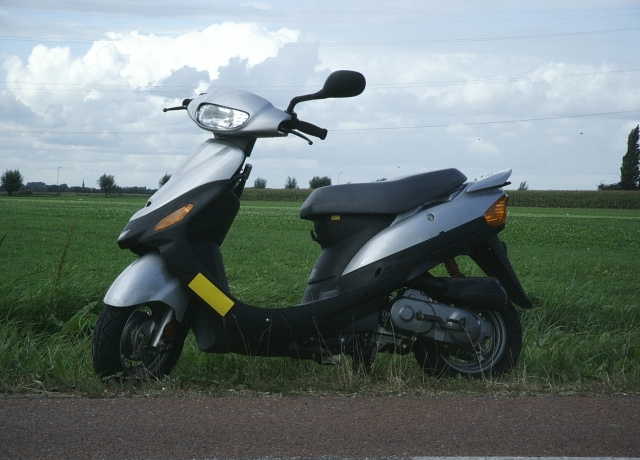
Un Kymco Filly

- Kwang Yang DJ X 50
- Kymco DJ Y 50
- Kymco Sniper 100
- Kymco Sniper 50
- Kymco Agility
- Kymco Agility R16
- Kymco Bet & Win
- Kymco Dink
- Kymco Downtown
- Kymco DTX 360
- Kymco Filly
- Kymco Gran Dink
- Kymco Like
- Kymco Movie
- Kymco People
- Kymco People One
- Kymco People S
- Kymco People GTI
- Kymco Sento
- Kymco Super 8
- Kymco Topboy
- Kymco Vitality
- Kymco Vivio
- Kymco K-XCT
- Kymco Xciting
- Kymco Xciting R
- Kymco Yup
- Kymco AK 550
- Kymco X-Town
- Kymco KCR125

### Moto
- Quannon
- Venox
- Visar

### ATVs
- Maxxer
- MXU
- UXV